# 機動戦士ガンダムSEED X ASTRAY
『機動戦士ガンダムSEED X ASTRAY』（きどうせんしガンダムシード エックス アストレイ）は、ときた洸一による日本の漫画作品。『ガンダムエース』（角川書店）にて連載された『機動戦士ガンダムSEED ASTRAYシリーズ』の第2作目。

## 概要
『機動戦士ガンダムSEED ASTRAYシリーズ』の第1作である『機動戦士ガンダムSEED ASTRAY』の内の一編である、ときた洸一版ASTRAYの3巻最終話（11話）の直後から始まる。アニメ『機動戦士ガンダムSEED』の46話と47話の間の2ヶ月間の出来事を描いている。その後のストーリーは『ASTRAY R』の第17話以降で描かれている。

## 物語
コロニーメンデルでのMS修理の依頼を終えたロウの元に、1体のガンダム「ハイペリオン」が現れた。キラ・ヤマトを探しているというパイロットの少年は、予告も無く攻撃を加え去っていった。彼の名はユーラシア連邦「特務部隊X」のカナード・パルス。スーパーコーディネイターとして造られながらも失敗作の烙印を押されたカナードは、本物のスーパーコーディネイターであるキラ・ヤマトを倒すことができれば自身が“本物”になれると信じ、彼を探し続けていた。
導師の使い、プレア
カナードの攻撃を耐え切ったロウには、キラの名前に覚えがあった。以前重傷を負ったキラを救助し、マルキオ導師の元へ送り届けていたのだ。今回再び導師から仕事を依頼された事から、同時にキラのことを尋ねようと導師の代理人プレア・レヴェリーの元へ向かう。しかし、プレアを乗せた艦は傭兵部隊サーペントテールによって襲撃され、導師の元へ届けるはずだったMS「ドレッドノート」の頭部が盗まれていた。核エンジン搭載型MSであるドレッドノートの頭部にはニュートロンジャマーキャンセラー（NJC）が組み込まれていた。これを入手し、NJの影響で核エンジンの使えない地球圏でのエネルギー問題を解決すべく、導師はこのMSを必要としていたのだ。
NJC奪取の目的
しかし、NJCが万が一悪しき者の手に渡れば、世界が混乱に陥る可能性がある。導師の元へドレッドノートが渡るよう手配したプラントのシーゲル・クラインは、劾達に状況を見極めた対応を依頼していた。彼らは今の世界情勢でNJCが悪用されては危険と判断し、奪取したのだった。
カナードとサーペントテールの戦い
そして劾の元にも、キラの探索を続けていたカナードが現れた。ハイペリオンの強力な盾「アルミューレ・リュミエール（A・L）」に加え、カナード自身の持つ極めて高い戦闘力に苦戦を強いられる劾。しかし、ハイペリオンのA・Lが可動限界を超えたことで、隙を突いて撤退することに成功する。時を同じくして、カナードはザフトがNJCを保有しているとの情報を掴む。核エンジンが使えればA・Lを無限に使え無敵になれると考え、NJCの入手に動き出した。
ドラグーン・システム
ザフトはドレッドノートがジャンク屋に渡っていることを知り、ロウ達を襲撃。そこにNJCの手がかりを探してザフトを追うカナード達特務部隊Xが現れ、ザフト軍を瞬く間に殲滅。圧倒的な戦力差により捕縛されてしまうロウ達だったが、そこにドレッドノートの頭部を持った劾が救援に駆けつける。この時期、何者かがNJCの情報を連合にリークした為、NJCを守る理由が失われてしまったのだ。そしてプレアは、頭部を取り戻し本来の性能を発揮できるようになったドレッドノートに搭乗、あらゆる方向からの攻撃を可能とする「ドラグーン」によって、カナードの撃退に成功する。しかしその直後、プレアは倒れ伏してしまう。
ハイペリオンの強化
プレアに敗北したカナードは、キラを超える前にプレアを倒さなければ先に進めないと考え、戦闘中に倒れたプレアが運び込まれたジャンク屋の補給ステーションを襲撃。カナードが敗北によって憎しみを増大させていたことを不思議な力で感じ取っていたプレアは、彼を止め、ステーションを戦闘に巻き込まないようドレッドノートと共に投降する。アルテミスへと連行されたプレアはカナードの復讐心を収めるために説得を試みるが、「どちらかが相手を殺せば戦いは終わる」と聞く耳を持たない。そして、特務部隊Xの司令ガルシアは核エンジン搭載MSとNJCの入手を嬉々として上層部に報告するが、この頃すでにNJCは大西洋連邦の手に渡り、ユーラシア連邦も全面協力を決定。もともと大西洋連邦との戦いに備えて設立された特務部隊Xは存在意義を失い、解散が言い渡される。ドレッドノートの鹵獲という功績が無に帰し、出世の芽を潰されたガルシアは腹いせにカナードを拘束しようとする。しかしカナード達特務部隊Xは直前に脱走、追手として差し向けられたハイペリオン2号機も半壊状態のハイペリオン1号機で瞬殺、その修復機材として鹵獲する。その後、カナードは月の大西洋連邦基地を襲撃。全てはドレッドノートと対等となる為にNJCの現物を入手しハイペリオンを強化、その上でプレアとの決着をつける為であった。
Xアストレイ
その頃、ダコスタ達の戦艦アークエンジェル補給の依頼を受け戦艦に赴いたロウ達は、同乗していた劾から今回の依頼内容の事情を説明されると同時にドレッドノートの新装備のデータを受け取る。それを手にロウ達は宇宙ステーション「アメノミハシラ」へ赴き、ロンド・ミナ・サハクの協力を得て完成させる。一方、劾はロウ達の依頼を受け、単身で特務部隊Xへと赴き、プレアとカナードの2人にドレッドノートの強化プランを明かす。カナードは核エンジンを手に入れ強化された“スーパーハイペリオン”と同等の存在となるならばと、ドレッドノートの強化を承諾しプレアを開放する。
ロウ達の元へと帰還したドレッドノートには4基のドラグーンユニットが装備された。完全武装されたドレッドノートの威容を前に、戦うことを拒むプレア。しかしロウは「道具は使う者によりその使途が決まり、兵器でも使い方によっては兵器ではなくなる」と告げる。その言葉を聞き、ドレッドノートを戦いではなく、憎しみに囚われたカナードの心を救う為に使うことを決心するプレア。ロウは兵器ではなく人助けに使われるドレッドノートに、新たな名前「Xアストレイ」を与えた。
プレアとカナードの戦い
L4宙域・廃棄コロニー群において、プレアとカナードの雌雄を決する闘いが始まった。勝利しなければ自分に価値は無いと叫び、己の力を呪うカナード。彼に呼応し、プレアはその出自を明かす。特殊な空間認識能力を有した人物のクローンとして、その力を欲した軍に作られたことを。プレアもまた、兵器として自身が生まれたことに苦悩していたのだ。それを聞いたカナードは、戦いの為に生み出された宿命からは互いに逃れられないのだと叫び、より激しく戦う。しかしプレアは語る。自らの力をどう使うかは己が決めること、そして自分たちは決して孤独ではなく、人々の想いに支えられているのだと。そしてその瞬間、Xアストレイのドラグーンによるバリアがハイペリオンを包み込む。ドレッドノートのバリアに包まれ、同時にプレアの暖かな想いを感じるカナード。あくまでもそれを拒絶し抵抗するカナードだったが、ハイペリオンの攻撃はシールドに阻まれ、ついには自滅。ハイペリオンの核エンジンは暴走し、大爆発を起こす。
プレアの死
ハイペリオンの爆発から救出されたカナード。プレアは彼に駆け寄るが、その目前で倒れ伏してしまう。プレアのクローニングは不完全で、この時既にその生命は終わりを迎えつつあったのだ。プレアは「人は一人ではなく、想いの力で繋がっている」と語り、カナードの腕の中で息を引き取った。クローンだからプレアは死んだのか、なぜ失敗作の自分は生きているのか、最期まで人との絆を説いたプレアの亡骸を抱えながらカナードは慟哭した。
自分だけの道
数ヶ月後、マルキオ導師の元にNJCとプレアの遺品を届けるカナードの姿があった。プレアの想いが彼に受け継がれている事を感じたマルキオは語る、彼の死は無駄ではなかったと。
その後、一人海辺を歩くカナード。その目前には、長い間追い続けてきた人物、キラ・ヤマトの姿があった。しかし、カナードは何事もせず、ただ通り過ぎただけだった。プレアの想いを胸に、自分だけの道を歩む決心をしたカナードの表情は晴れやかだった。

## 登場人物

### 主人公
- プレア・レヴェリー - 高度な空間認識能力を有するナチュラルの少年。マルキオ導師からは「運命の子」と呼ばれ、地球のエネルギー問題を解決するNJCを搭載したMS「ドレッドノート」の受け取りの任を命じられている。搭乗機は、オールレンジ攻撃を可能にするドラグーンを装備した核エンジン搭載MSドレッドノート（Xアストレイ）。
- カナード・パルス - 地球連合「特務部隊X」に所属するコーディネイターの少年。スーパーコーディネイターの失敗作であり、それの唯一の成功例であるキラ・ヤマトを抹殺する為、彼を探し続けている。搭乗機は、全身を包む光波防御帯シールド「アルミューレ・リュミエール」を搭載したユーラシア連邦のMSハイペリオン。

### ジャンク屋
- ロウ・ギュール - 優秀なジャンク屋。搭乗機はレッドフレーム。
- 山吹樹里 - ロウの相棒。常にネガティブ思考。
- リーアム・ガーフィールド - コーディネイター。
- プロフェッサー - 年齢不詳の美女。ロウ達のリーダー。
- 8（ハチ） - ロウのサポートを行う疑似人格搭載コンピューター。
- キャプテンG.G.（ジョージ・グレン） - 人類初のコーディネイター。脳髄だけとなった今は、ロウ達の船のコンピューターとリンクし操舵を担当している。

### サーペントテール
- 叢雲劾 - コーディネイター。「ブルーフレーム」を駆る凄腕の傭兵。
- イライジャ・キール - コーディネイター。しかし優れた容姿以外は別段能力は高くない。
- ロレッタ・アジャー - シングルマザー。爆弾工作のスペシャリスト。
- 風花・アジャー - ロレッタの娘。大人顔負けの非常に優れた判断力を持つ。
- リード・ウェラー - 情報収集担当。元地球連合軍人で、様々な方面に顔が利く。

### 地球連合
- メリオル・ピスティス - 「特務部隊X」の女性士官。カナードの補佐。
- バルサム・アーレンド - ハイペリオン2号機のパイロット。自称「アルテミスの荒鷲」。脱走したカナードを追撃するが、瞬殺された。
- ジェラード・ガルシア - 「特務部隊X」の司令官。
- モーガン・シュバリエ - 高度な空間認識能力を持つ、「月下の狂犬」の二つ名で呼ばれるエースパイロット。基地を襲撃してきたカナードと対決するが、敗北し撤退。

### ザフト
- ミハイル・コースト - ドクターの異名を持つエース。ドレッドノートを奪還する為ジャンク屋を襲うが、乱入してきたカナードに敗北。

### その他
- アンドリュー・バルトフェルド - 元ザフト軍人。戦争を止める為、キラと共に独自の活動をしている。
- キラ・ヤマト - カナードが探している、真のスーパーコーディネイター。戦争を止める為、バルトフェルト達と共に活動している。
- マルキオ導師 - プラント・連合の双方からの人望の厚い盲目のナチュラル。プレアにNジャマーキャンセラー受け取りの任を与えた。
- ロンド・ミナ・サハク - 宇宙基地「アメノミハシラ」を護衛する、オーブ五大氏族の1人。

## 登場兵器
民間
- YMF-X000A ドレッドノート（Xアストレイ）

地球連合
- CAT1-X1/3 ハイペリオン1号機
- CAT1-X2/3 ハイペリオン2号機

ジャンク屋
- MBF-P02 アストレイ レッドフレーム

サーペントテール
- MBF-P03 second G アストレイ ブルーフレーム セカンドG

## スタッフ
- 原作 - 矢立肇、富野由悠季
- SEED キャラクターデザイン - 平井久司
- ASTRAY&X ASTRAYキャラクター原案 - 植田洋一
- SEEDメカニックデザイン - 大河原邦男、山根公利
- ASTRAYメカニックデザイン - 阿久津潤一（ビークラフト）
- X ASTRAYメカニックデザイン - 大河原邦男
- 設定・企画協力 - 森田繁
- 設定協力 - 吉野弘幸
- マークデザイン - 神宮司訓之
- 制作 - サンライズ
- 作画 - ときた洸一
- シナリオ - 千葉智宏

## 書籍
1. ISBN 4-04-713625-5
2. ISBN 4-04-713660-3